# Syn (film 1955)
Syn (Сын) è un film del 1955 diretto da Jurij Nikolaevič Ozerov.